# Julian Sekita
Julian Sekita (ur. 2 października 1897 w Drążgowie, powiat Garwolin, zm. 18 stycznia 1989 w Warszawie) – polski prawnik, organizator sądownictwa polskiego w Olsztynie.

## Życiorys
Był synem Ludwika i Anny z Piotrowskich (właścicieli niewielkiego majątku ziemskiego). Uczęszczał do gimnazjum w Lublinie i Siedlcach, maturę zdał w 1918. Od 1915 działał w Polskiej Organizacji Wojskowej, w listopadzie 1918 wstąpił ochotniczo do Wojska Polskiego, otrzymując stopień sierżanta. Służył do listopada 1920, oficjalnie do rezerwy został przeniesiony w 1923. W latach 1920–1924 studiował prawo na Uniwersytecie Warszawskim. W czasie studiów pracował jako nauczyciel warszawskich szkół średnich. Po obronie dyplomu magistra prawa (1924) odbył aplikację w Sądzie Okręgowym w Siedlcach. W grudniu 1926 został zastępcą sędziego pokoju i sędziego śledczego w tym sądzie, potem był tam podprokuratorem (1928) i wiceprokuratorem (1930). Był jednocześnie nauczycielem matematyki w Gimnazjum Żeńskim im. Konstancji Zembrzuskiej w Siedlcach.
W październiku 1932 został wiceprokuratorem Sądu Okręgowego w Grodnie, w marcu 1934 objął analogiczne stanowisko w Sądzie Okręgowym w Wilnie. Od lipca 1937 był sędzią apelacyjnym ds. wyjątkowego znaczenia w wileńskim Sądzie Apelacyjnym. Wojnę spędził w Wilnie; pod rządami litewskimi i radzieckimi pracował jako urzędnik w Szpitalu Miejskim, po wejściu Niemców (1941) był robotnikiem i dozorcą. W latach 1944–1945 pracował jako urzędnik oddziału wileńskiego Państwowego Banku ZSRR.
W 1945 osiadł w Olsztynie. W lipcu t.r. organizował olsztyński Sąd Okręgowy i 16 lipca został jego pierwszym prezesem. Do grudnia 1945 powołał trzy wydziały - karny, cywilny i rejestru handlowego oraz notariat. Prowadził zajęcia z prawa i filozofii w Akademii Administracji Publicznej w Olsztynie (od 1946 Studium Prawno-Administracyjne filii Wydziału Prawa Uniwersytetu Mikołaja Kopernika w Toruniu). Był zaangażowany w działalność polityczną; w latach 1946–1947 był prezesem Miejskiego Komitetu Stronnictwa Demokratycznego w Olsztynie, w 1947 wstąpił do PPR, w latach 1948–1956 należał do PZPR. Zasiadał w Mazurskiej Wojewódzkiej Radzie Narodowej (1946–1950), gdzie przewodniczył komisji ds. majątków kościelnych i komisji opieki społecznej. W latach 1946–1947 był pierwszym prezesem Zarządu Wojewódzkiego Towarzystwa Przyjaźni Polsko-Radzieckiej.
W grudniu 1949 w czasie czystek politycznych został przeniesiony na emeryturę. Pracował jako radca prawny w Olsztynie i Biskupcu k. Reszla, a od lat 60. w Warszawie. W Warszawie zmarł w wieku 91 lat, został pochowany na cmentarzu komunalnym Północnym na Wólce Węglowej (kwatera W-XIII-5-12-13).
Był żonaty z Ireną z domu Nelle (od 1925), miał córkę Krystynę, zamężną Hipszową (ur. 1926) i syna Edwarda (ur. 1928).

## Ordery i odznaczenia
- Złoty Krzyż Zasługi (22 lipca 1947)[1]